# 謝列齊 (納羅季奇區)
51°11′10″N 29°1′45″E / 51.18611°N 29.02917°E
謝列齊（烏克蘭語：Селець），是烏克蘭北部的村莊，隸屬日托米爾州的科羅斯滕區。該村處於熱雷夫河畔，始建於十七世紀，面積1.72平方公里，海拔高度131米，2001年人口779。